# 4-D Warriors
4-D Warriors is een  horizontale scrolling shooter ontwikkeld door Coreland en uitgegeven door Sega. Het spel is beschikbaar voor Arcade.

## Spelverloop
De speler bestuurt een ruimtestrijder in een jetpack. Hij reist doorheen parallelle universa en wormgaten. Daar moet hij allerlei vijanden doodschieten.